# Newton by Tattenhall
Newton by Tattenhall is een civil parish in het bestuurlijke gebied Cheshire West and Chester, in het Engelse graafschap Cheshire met 131 inwoners.